# معبد اشمون

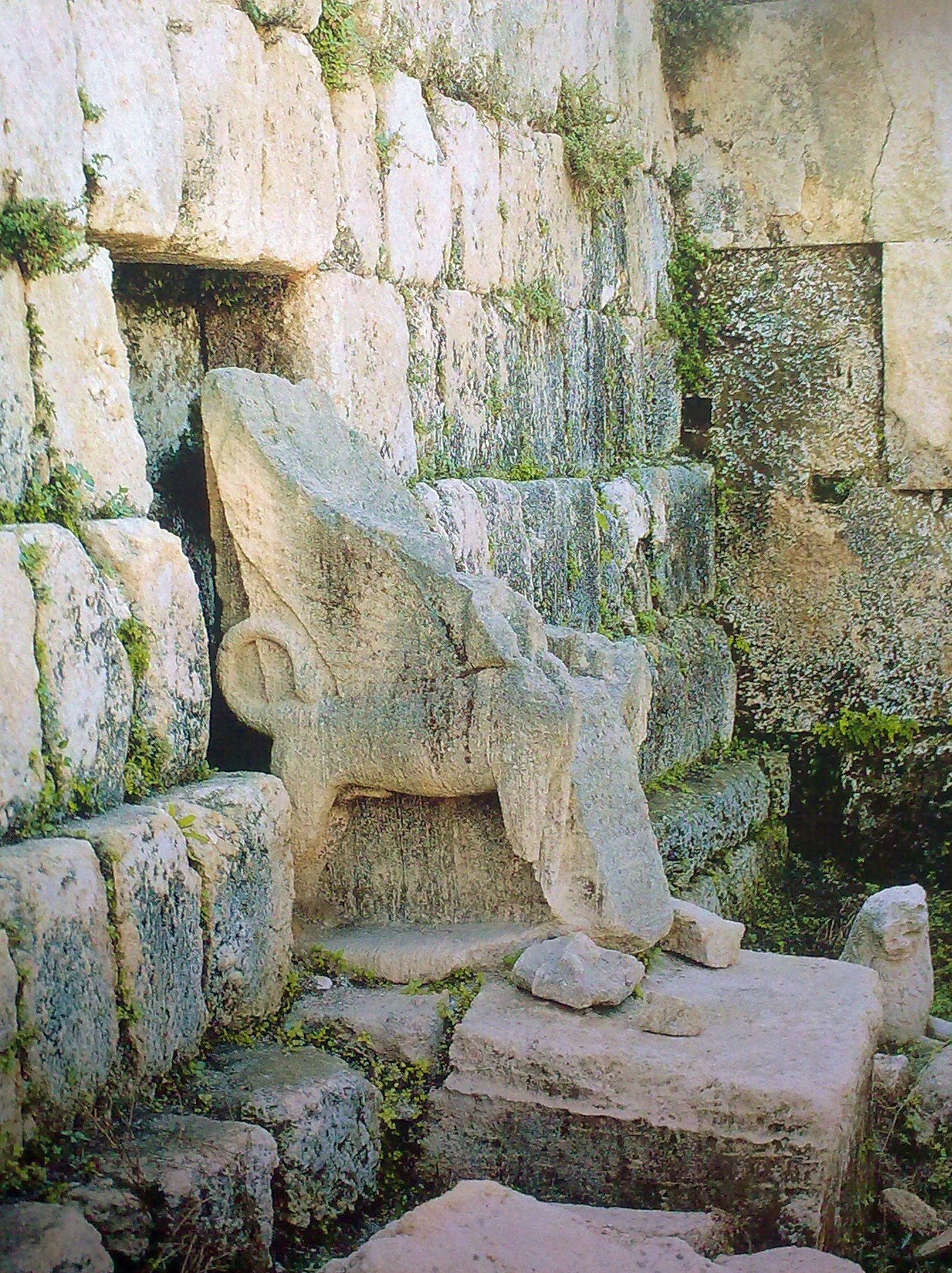
تخت‌گاه عشتروت در اشمون

پرستشگاه اَشمون یک بنای باستانی در لبنان است که محل پرستش ایزد اشمون، از خدایان فنیقیه باستان، بود.
سایت باستانی اشمون در کرانه جنوبی رودخانه الاوالی، در روستای بقوستا، در 5 کیلومتری شرق صیدا، در جنوب لبنان واقع شده است. مساحت آن 3.6 هکتار است. این منطقه به نام بوستان ایچ چیخ (باغ های سرشناس) شناخته می شود، دره ای حاصلخیز که به خاطر مزارع مرکبات شهرت دارد. این معبد یک مجموعه مذهبی است که به پرستش خدای شفابخش اشمون اختصاص داده شده بود که با خدای یونانی اسکلپیوس معادل است. 